# デンバー級防護巡洋艦
デンバー級防護巡洋艦(Denver class protected cruisers)は、アメリカ海軍が建造した防護巡洋艦の艦級。6隻が建造され、後に軽巡洋艦に艦種変更された。

## 概要
アメリカが米西戦争で獲得した、カリブ海や太平洋の領土を警備するために建造された。熱帯運用を想定したことから、通風を重視するなど居住性の高い設計となっている。低速で軽武装という設計から「平和巡洋艦」とも呼ばれた。
主に南米やカリブ海で活動し、第一次世界大戦では船団護衛に従事した。
5番艦「タコマ」のみ、座礁で失われている。

## 同型艦
- デンバー (USS Denver, C-14)：CL-16に変更
- デモイン (USS Des Moines, C-15)：CL-17に変更
- チャタヌーガ (USS Chattanooga, C-16)：CL-18に変更
- ガルベストン (USS Galveston, C-17)：CL-19に変更
- タコマ (USS Tacoma, C-18)：CL-20に変更
- クリーブランド (USS Cleveland, C-19)：CL-21に変更